# 槐店乡
槐店乡，是中华人民共和国河南省信阳市光山县下辖的一个乡镇级行政单位。

## 行政区划
槐店乡下辖以下地区：
槐店街社区、王寨社区、盛湾社区、冯畈社区、草店村、陈洼村、程弄村、大力村、冯河村、槐店村、刘高山村、万河村、王南洼村、望城村、项楼村、杨大湾村、珠山村和晏岗村。